# Батакские языки
Батакские языки — группа из 7 языков, распространённых среди батакских народностей на севере Суматры (Индонезия).
Письменность на основе латинского алфавита; окказионально сохраняется традиционное батакское письмо на пальмовых листах на основе южноиндийского алфавита, близкое к бугийско-макасарскому и реджангскому.
Батакские языки делятся на две подгруппы:
- северная:
  - даири (включая диалект пакпак) — в районе г. Сидикаланг, к северо-западу от оз. Тоба; 1,2 млн чел.,
  - каро — к северу от оз. Тоба; 600 тыс. чел.
  - алас-клуэт — в р-не г. Кутакане и к северу-северо-востоку от г. Тапактуан; 80 тыс. чел.;
- южная:
  - сималунгун (сималунган) — к северо-востоку от оз. Тоба; 1,2 млн чел.; занимает промежуточное состояние, но чаще относится к южной подгруппе[1];
  - ангкола (анакола) — к югу от тоба в р-не г. Сипирок; 750 тыс. чел.
  - мандайлинг — к югу от ангкола; 400 тыс. чел.
  - тоба — о. Самосир и к востоку, югу и западу от оз. Тоба; 2 млн чел.

Большинство слов в языках северной подгруппы имеет общее происхождение, так в каро насчитывается 76 % слов общих с аласом, 81 % с пакпаком и 80 % с сималунгуном, тогда как с малайским только 30 %.
Австронезийский язык палаван-батак не относится к данной группе.